# Мартін Штайнох
Мартін Штайнох (словац. Martin Štajnoch; 15 вересня 1990, м. Бойніце, ЧССР) — словацький хокеїст, захисник. Виступає за «Слован» (Братислава) у Континентальній хокейній лізі.
Виступав за МХК «Прєвідза», «Слован» (Братислава), «Дукла» (Михайлівці).
В чемпіонатах Словаччини — 139 матчів (9+26), у плей-оф — 46 матчів (5+6).
У складі національної збірної Словаччини провів 3 матчі. У складі молодіжної збірної Словаччини учасник чемпіонатів світу 2009 і 2010. У складі юніорської збірної Словаччини учасник чемпіонату світу 2008.
Досягнення
- Чемпіон Словаччини (2012).